# Nahirne (rejon samborski)
Nahirne (ukr. Нагірне; do 1946 roku Uherce Zapłatyńskie) – wieś na Ukrainie w rejonie samborskim obwodu lwowskiego.
W II Rzeczypospolitej miejscowość stanowiła początkowo samodzielną gminę jednostkową. 1 sierpnia 1934 roku w ramach reformy na podstawie ustawy scaleniowej została włączona do gminy wiejskiej Sambor w powiecie samborskim, w województwie lwowskim. 
W czasie okupacji niemieckiej działa we wsi silna polska samoobrona, która ochraniała ludność przed atakami OUN-UPA. Jednak w latach 1944 - 1947 nacjonaliści ukraińscy uprowadzili z wioski i zamordowali 5 Polaków.
Urodził się tu Edward Józef Leopold Gorczyca – kapitan uzbrojenia Wojska Polskiego.